# اینورکلاید
اینورکلاید (به انگلیسی: Inverclyde) یک شهرستان در بریتانیا است.
این شهرستان ۱۶۰ کیلومتر مربع مساحت و ۸۱٬۰۰۰ نفر جمعیت دارد.